# Anton Westermayer

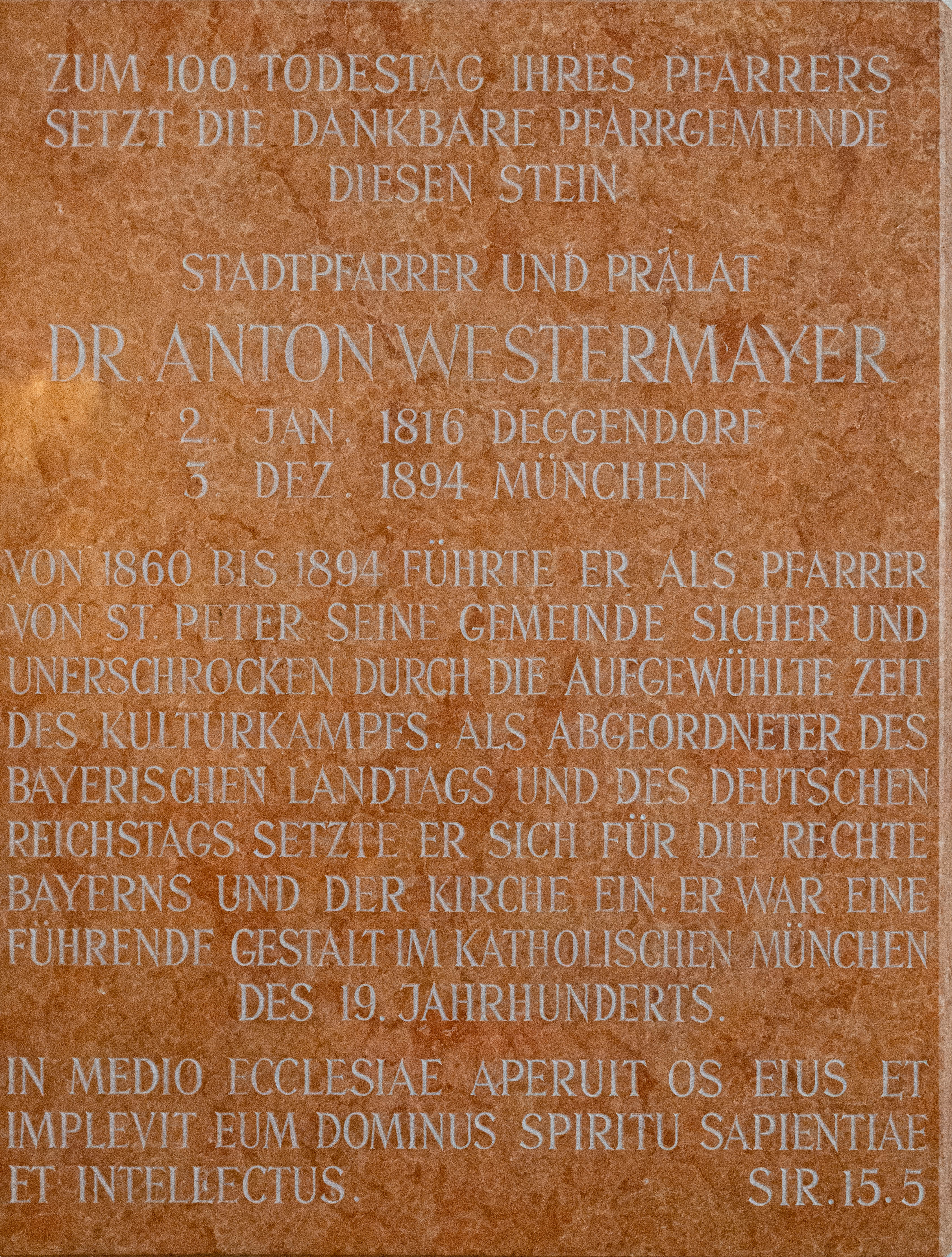
Gedenktafel für Anton Westermayer (München, Alter Peter)

Anton Westermayer (* 2. Januar 1816 in Deggendorf; † 3. Dezember 1894 in München) war ein katholischer Geistlicher, Schriftsteller und Reichstagsabgeordneter.

## Leben
Anton Westermayer stammte aus ärmlichen Verhältnissen und war ein uneheliches Kind. Er studierte Philosophie und Theologie am Herzoglichen Georgianum in München. 1836 wurde er Mitglied (Renoncenphilister) des Corps Bavaria München. Am 6. Mai 1840 wurde er in Regensburg zum Priester geweiht.
Am 15. Mai 1840 trat Westermayer die Kooperatorstelle in Cham (Oberpfalz) an, wo er sich schnell einen Namen als herausragender Redner machte. Deshalb wurde ihm 1842 die vakante Dompredigerstelle in Regensburg zugewiesen. Durch seine polemischen Reden schuf er sich dort allerdings nicht nur Freunde. Am 1. Februar 1844 wurde Westermayer wegen Majestätsbeleidigung als Domprediger abgesetzt (der genaue Grund ist unbekannt) und als Pfarrer in die bayerische Provinz nach Laaberberg versetzt. Doch auf dem Land wurde es ihm bald zu eng: 1849 ließ sich Anton Westermayer für den Wahlbezirk Straubing in die Kammer der Abgeordneten (Bayern) wählen, wodurch er in das Erzbistum München und Freising übernommen werden konnte. Am 20. September 1850 wurde er Stadtpfarrer zu St. Peter in München, zugleich Geistlicher Rat und Schulinspektor, später auch päpstlicher Hausprälat.
1847/48 gab er in Regensburg das Sonntagsblatt Der katholische Hausfreund heraus. Ab 1847 erschienen einige Bände Predigten. Er gilt als einer der fruchtbarsten Schriftsteller des 19. Jahrhunderts. Seine Werke sind vor allem von der Polemik gegenüber den Protestanten geprägt.
Von 1849 bis 1871 war er Mitglied der Kammer der Abgeordneten (Bayern) und 1874–1884 Mitglied des Reichstages für den Reichstagswahlkreis Oberbayern 2 (München) für die Deutsche Zentrumspartei. Seine Wiederwahl 1884 scheiterte an der Kandidatur des konservativen Bauunternehmers Jakob Heilmann, die Westermayer die entscheidenden Stimmen kostete und dem SPD-Politiker Georg von Vollmar zum Sieg verhalf.
Trotz seines vielfältigen politischen und literarischem Schaffens vergaß er nie die Arbeit für die ihm anvertraute Pfarrgemeinde: Er führte die ambulante Krankenpflege ein und ließ die Peterskirche renovieren.
Ab 1876 war er Ehrenmitglied der katholischen Studentenverbindung KDStV Aenania München.
1890 wurde er zum Ehrenbürger von Deggendorf ernannt. Am Tag nach seinem Tod ehrte ihn der Magistrat der Stadt München mit einem Nachruf.